# Канту
Канту (італ. Cantù) — муніципалітет в Італії, у регіоні Ломбардія,  провінція Комо.
Канту розташоване на відстані близько 510 км на північний захід від Рима, 31 км на північ від Мілана, 11 км на південний схід від Комо.
Населення — 39 995 осіб (2014).

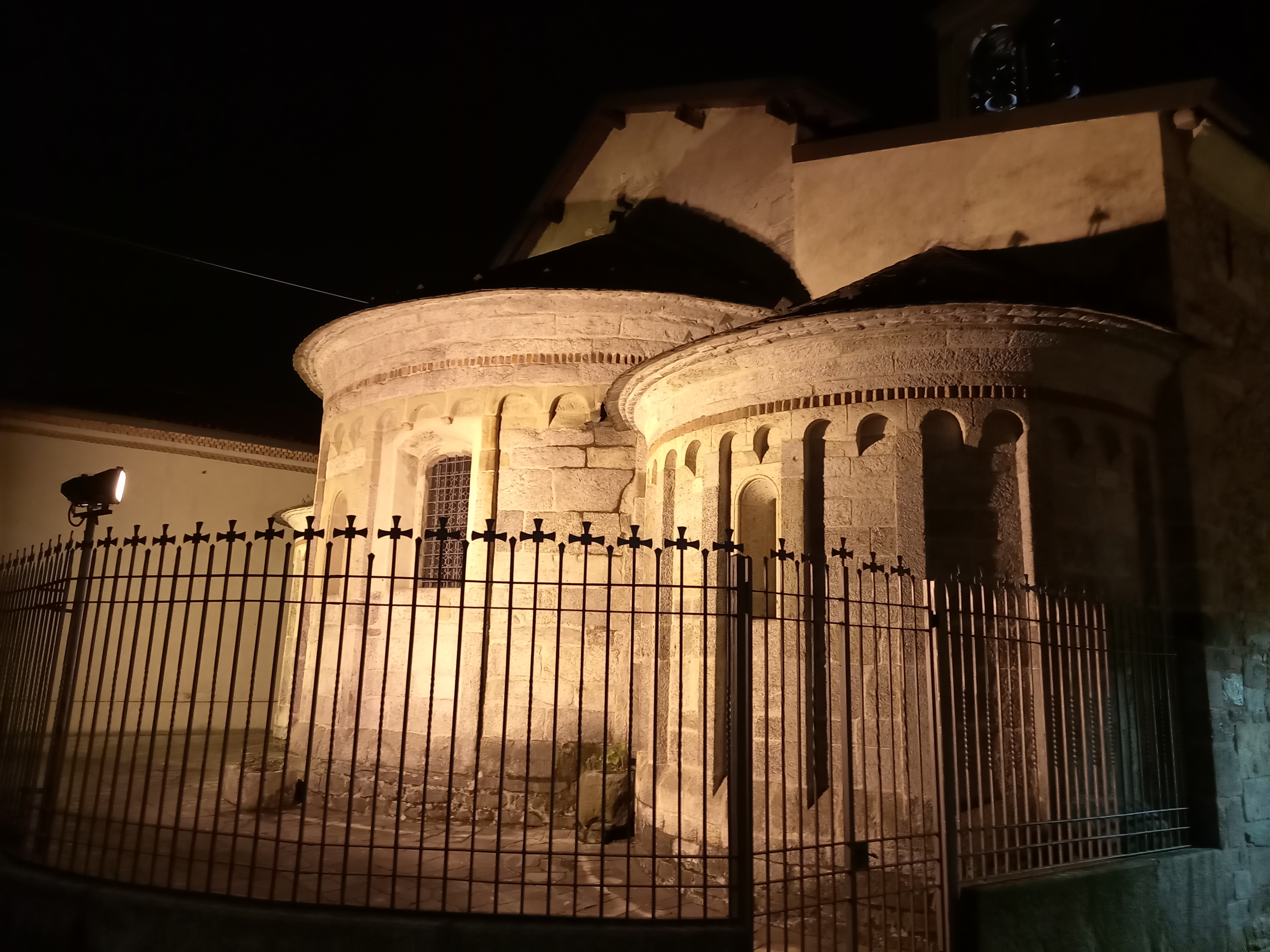
Церква св. Теодоро

Щорічний фестиваль відбувається 9 лютого. Покровитель — Sant'Apollonia.

## Демографія
Населення за роками:

Станом на 1 січня 2023 року в муніципалітеті офіційно проживали 3523 іноземці з 90 країн, серед них 534 громадяни країн Євросоюзу та 209 громадян України.

## Уродженці
- Франко Бріенца (*1979) — італійський футболіст, нападник, згодом — спортивний функціонер.

## Сусідні муніципалітети
- Альцате-Бріанца
- Бренна
- Кап'яго-Інтім'яно
- Каримате
- Черменате
- Куччаго
- Фіджино-Серенца
- Маріано-Коменсе
- Орсеніго
- Сенна-Комаско
- Вертемате-кон-Мінопріо